# Emma Thompson
Dame Emma Thompson (IPA: [ˈɛmə ˈtɔmpsən]; Londra, 15 aprile 1959) è un'attrice e sceneggiatrice britannica.
In quarant'anni di carriera ha vinto due Premi Oscar, due Golden Globe, due Premi BAFTA, un Emmy, due David di Donatello, un Leone d'oro. Nel 2018 ha ricevuto l'onorificenza di Dama dell'Ordine dell'Impero Britannico.

## Biografia

### Inizi
Emma Thompson nasce a Londra dall'attore inglese Eric Thompson (morto nel 1982 per un'embolia polmonare), famoso in patria per aver interpretato in televisione la serie The Magic Roundabout, e dall'attrice scozzese Phyllida Law. È la sorella maggiore dell'attrice Sophie Thompson.
Frequenta dapprima un istituto femminile, la Camden School, e poi il Newnham College a Cambridge, dove entra nel gruppo teatrale Cambridge Footlights (culla di talenti comici come John Cleese ed Eric Idle dei Monty Python). Qui incontra Hugh Laurie e Stephen Fry, con i quali interpreterà la serie di sketch comici Alfresco nei primi anni ottanta.
Si laurea a Cambridge nel 1981 in Lettere con una tesi su George Eliot. Per la BBC nel 1988 scrive e cura la serie televisiva Thompson. Il successo che ottiene e gli apprezzamenti da parte della critica le permettono di interpretare il suo primo ruolo drammatico: Harriet Pringle nella serie della BBC Fortunes of War, dove conosce Kenneth Branagh, con cui si sposerà nell'agosto del 1989.

### Successo
Dopo aver interpretato ruoli importanti nel film Enrico V (1989), L'altro delitto (1991) e Gli amici di Peter (1992), tutti sotto la regia di Branagh, Emma diventa famosa a livello internazionale grazie a Casa Howard (1992), accanto ad Anthony Hopkins. Il ruolo le fa vincere il Golden Globe e il premio Oscar come migliore attrice protagonista.
Il 1993 è un anno d'oro che la vede nel ruolo di Beatrice in Molto rumore per nulla (accanto al marito), film tratto dall'omonima commedia di William Shakespeare; in quello di un'agguerrita avvocatessa in Nel nome del padre, al fianco di Daniel Day-Lewis (il film le frutterà il secondo Golden Globe e una nomination all'Oscar come migliore attrice non protagonista); come coprotagonista dell'amico Anthony Hopkins in un'altra produzione di James Ivory, Quel che resta del giorno, per cui ottiene un'altra nomination all'Oscar come miglior attrice protagonista.

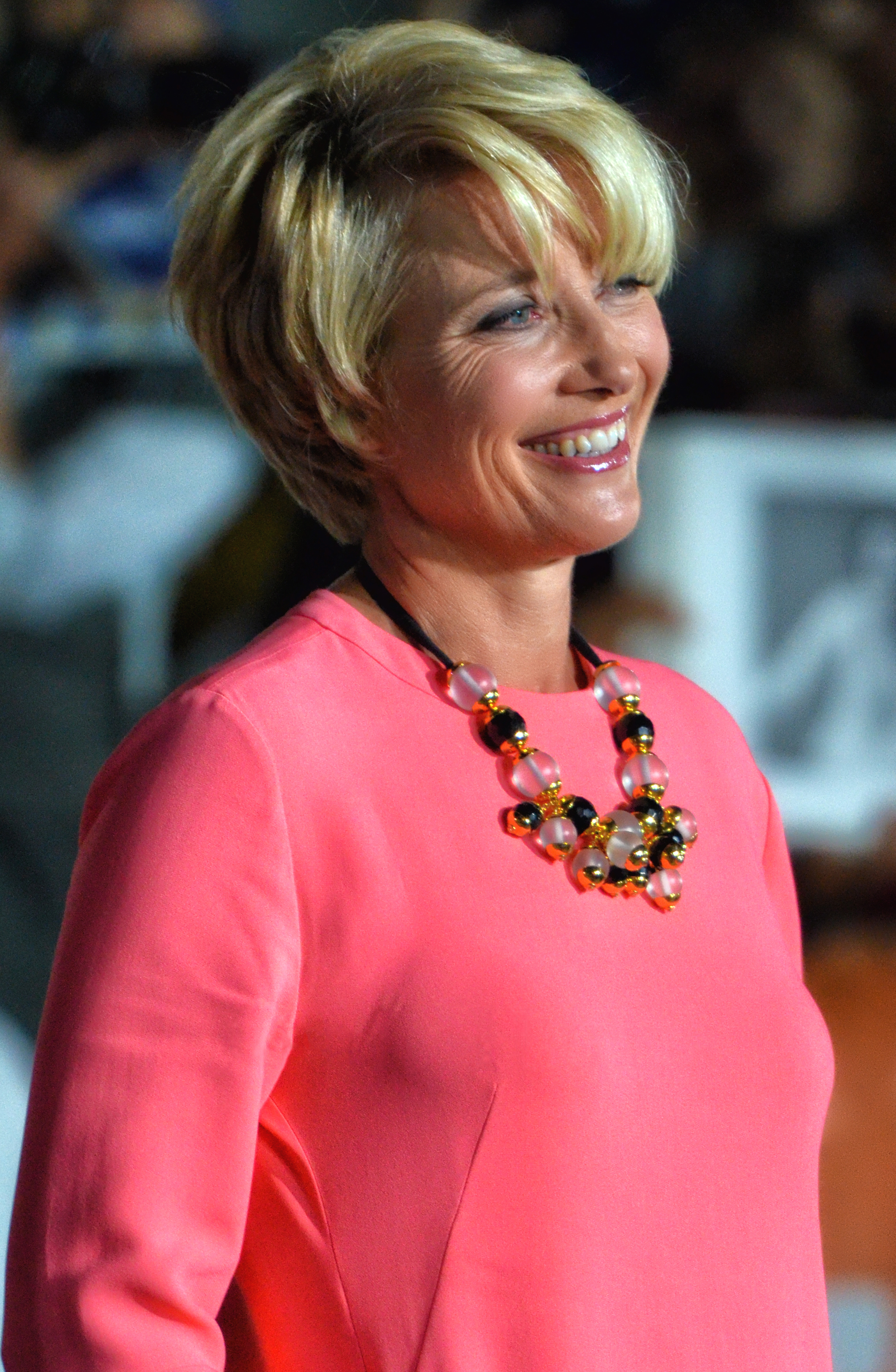
Emma Thompson alla prima di The Love Punch al Toronto International Film Festival (2013)

Con il 1994 arriva la prima grande produzione hollywoodiana: Junior, commedia diretta da Ivan Reitman e interpretata, oltre che dalla Thompson, da Arnold Schwarzenegger e Danny DeVito. Nel 1996 l'attrice vince il suo secondo Oscar, questa volta come sceneggiatrice, per la trasposizione cinematografica del romanzo di Jane Austen Ragione e sentimento, con la regia di Ang Lee.
La carriera di Emma continua alternando ruoli impegnati in film indipendenti, come Carrington (1995) o L'ospite d'inverno (1997) a parti più leggere, in "blockbuster" come Love Actually - L'amore davvero (2003) e alcuni episodi della saga del mago Harry Potter; in particolare la si ricorda in Harry Potter e il prigioniero di Azkaban (2004) e Harry Potter e l'Ordine della Fenice (2007), dove interpreta l'eccentrica professoressa Sibilla Cooman, insegnante di Divinazione.
Nel 2002 presta la voce al capitano Amelia nella versione inglese del film Il pianeta del tesoro. Nel 2005 la Thompson firma la sua seconda sceneggiatura per il film Nanny McPhee - Tata Matilda, di cui è anche la protagonista. Il 2007 la vede nuovamente sugli schermi: è la scrittrice affetta da depressione in Vero come la finzione, surreale commedia che ha nel cast anche Will Ferrell e Dustin Hoffman. La Thompson, Hugh Laurie e Fry faranno una parodia di loro stessi come rappresentanti del "Footlights College, Oxbridge" in Bambi, un episodio di The Young Ones, con il co-sceneggiatore della serie Ben Elton. Dal 2010 torna a vestire i panni di Nanny McPhee nel sequel di Nanny McPhee - Tata Matilda, Tata Matilda e il grande botto, per poi partecipare a svariati altri film.
Nel 2021 ritorna nel grande schermo nei panni della perfida Baronessa von Hellman con il film Crudelia, a fianco di Emma Stone. Nel 2022 è protagonista del film Il piacere è tutto mio, in cui interpreta un’insegnante in pensione, e vedova, che ingaggia un gigolò nel tentativo di provare nuove sensazioni.

## Vita privata
Nel 1989 sposa l'attore e regista Kenneth Branagh, insieme al quale gira diversi film. La relazione di lui con l'attrice Helena Bonham Carter porta alla fine del loro rapporto e al divorzio nel 1995.
Nel 2003 sposa l'attore Greg Wise, conosciuto sul set di Ragione e sentimento, da cui ha la figlia Gaia nel 1999, nata tramite fecondazione artificiale. Insieme al marito l'attrice sostiene l'organizzazione ActionAid e dal 2000 ne è l'ambasciatrice. Nel 2003 ha adottato un ex bambino soldato ruandese.
In un'intervista al quotidiano The Australian nel 2008 si dichiara atea e anarco-libertaria.
Parla sufficientemente in italiano e dal 2020 diventa cittadina onoraria di Venezia con il marito.

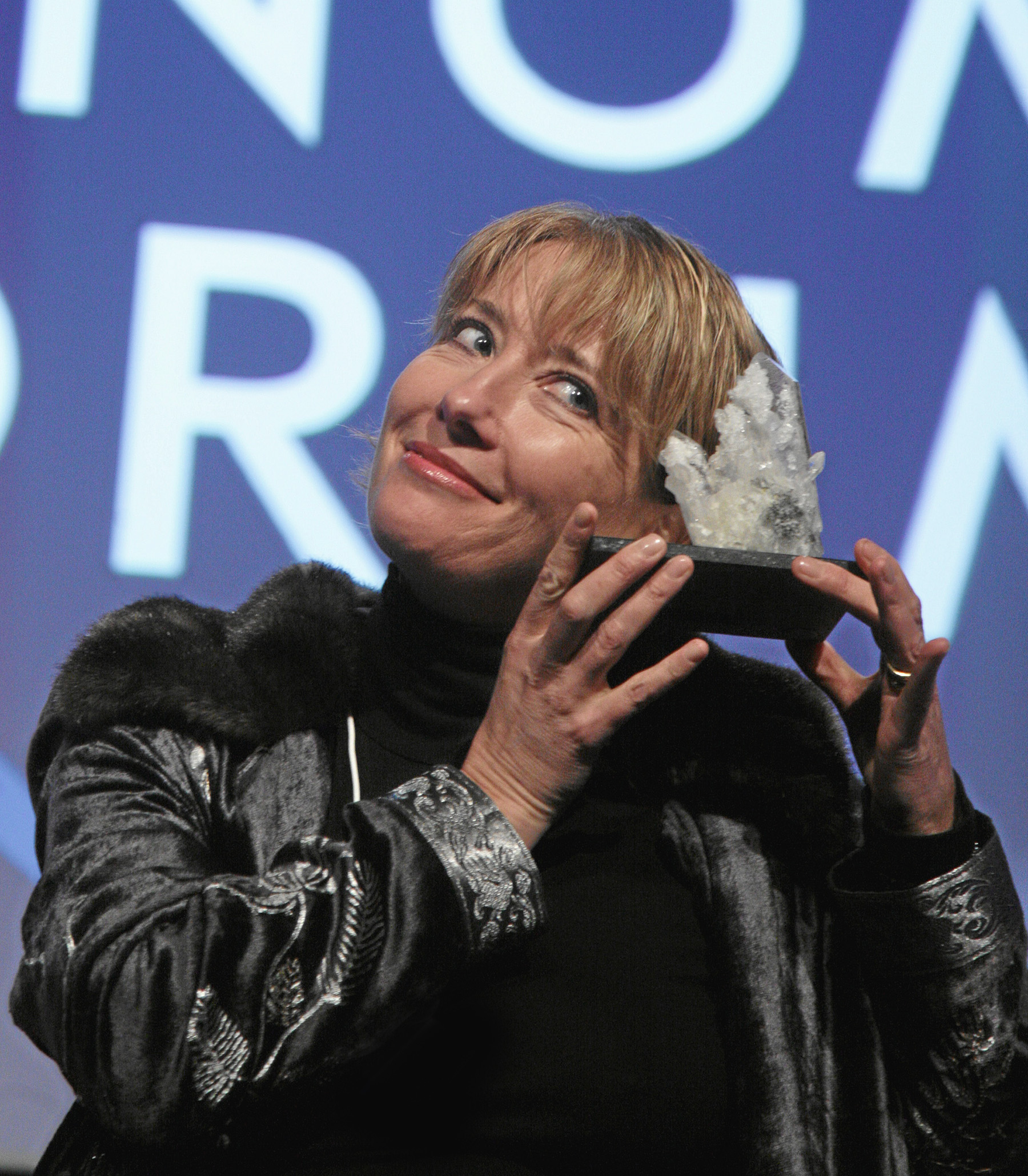
Emma Thompson in Svizzera nel 2008

## Filmografia

### Attrice

#### Cinema
- Due metri di allergia (The Tall Guy), regia di Mel Smith (1989)
- Enrico V (Henry V), regia di Kenneth Branagh (1989)
- Chopin amore mio (Impromptu), regia di James Lapine (1991)
- L'altro delitto (Dead Again), regia di Kenneth Branagh (1991)
- Casa Howard (Howards End), regia di James Ivory (1992)
- Gli amici di Peter (Peter's Friends), regia di Kenneth Branagh (1992)
- Molto rumore per nulla (Much Ado About Nothing), regia di Kenneth Branagh (1993)
- Quel che resta del giorno (The Remains of the Day), regia di James Ivory (1993)
- Nel nome del padre (In the Name of the Father), regia di Jim Sheridan (1993)
- Ma dov'è andata la mia bambina? (My Father the Hero), regia di Steve Miner (1994)
- Junior, regia di Ivan Reitman (1994)
- Carrington, regia di Christopher Hampton (1995)
- Ragione e sentimento (Sense and Sensibility), regia di Ang Lee (1995)
- L'ospite d'inverno (The Winter Guest), regia di Alan Rickman (1997)
- I colori della vittoria (Primary Colors), regia di Mike Nichols (1998)
- Judas Kiss, regia di Sebastian Gutierrez (1998)
- Maybe Baby, regia di Ben Elton e Hugh Laurie (2000)
- Love Actually - L'amore davvero (Love Actually), regia di Richard Curtis (2003)
- Immagini - Imagining Argentina (Imagining Argentina), regia di Christopher Hampton (2003)
- Harry Potter e il prigioniero di Azkaban (Harry Potter and the Prisoner of Azkaban), regia di Alfonso Cuarón (2004)
- Nanny McPhee - Tata Matilda (Nanny McPhee), regia di Kirk Jones (2005)
- Vero come la finzione (Stranger Than Fiction), regia di Marc Forster (2006)
- Harry Potter e l'Ordine della Fenice (Harry Potter and the Order of the Phoenix), regia di David Yates (2007)
- Io sono leggenda (I Am Legend), regia di Francis Lawrence (2007)
- Ritorno a Brideshead (Brideshead Revisited), regia di Julian Jarrold (2008)
- Oggi è già domani (Last Chance Harvey), regia di Joel Hopkins (2008)
- An Education, regia di Lone Scherfig (2009)
- I Love Radio Rock (The Boat That Rocked), regia di Richard Curtis (2009)
- Tata Matilda e il grande botto (Nanny McPhee and the Big Bang), regia di Susanna White (2010)
- Harry Potter e i Doni della Morte - Parte 2 (Harry Potter and the Deathly Hallows: Part 2), regia di David Yates (2011)
- Men in Black 3, regia di Barry Sonnenfeld (2012)
- Beautiful Creatures - La sedicesima luna (Beautiful Creatures), regia di Richard LaGravenese (2013)
- Colpo d'amore (The Love Punch), regia di Joel Hopkins (2013)
- Saving Mr. Banks, regia di John Lee Hancock (2013)
- Effie Gray - Storia di uno scandalo (Effie Gray), regia di Richard Laxton (2014)
- A spasso nel bosco (A Walk in the Woods), regia di Ken Kwapis (2015)
- Il sapore del successo (Burnt), regia di John Wells (2015)
- La bottega degli errori (The Legend of Barney Thomson), regia di Robert Carlyle (2015)
- Lettere da Berlino (Alone in Berlin), regia di Vincent Pérez (2016)
- Bridget Jones's Baby, regia di Sharon Maguire (2016)
- La bella e la bestia (Beauty and the Beast), regia di Bill Condon (2017)
- The Meyerowitz Stories, regia di Noah Baumbach (2017)
- Sea Sorrow - Il dolore del mare (Sea Sorrow), regia di Vanessa Redgrave (2017)
- The Children Act - Il verdetto (The Children Act), regia di Richard Eyre (2017)
- Johnny English colpisce ancora (Johnny English strikes again), regia di David Kerr (2018)
- Men in Black: International, regia di F. Gary Gray (2019)
- E poi c'è Katherine (Late Night), regia di Nisha Ganatra (2019)
- Last Christmas, regia di Paul Feig (2019)
- La leggendaria Dolly Wilde (How to Build a Girl), regia di Coky Giedroyc (2019)
- Crudelia (Cruella), regia di Craig Gillespie (2021)
- Il piacere è tutto mio (Good Luck To You, Leo Grande), regia di Sophie Hyde (2022)
- Matilda The Musical di Roald Dahl (Roald Dahl's Matilda the Musical), regia di Matthew Warchus (2022)
- What's Love? (What's Love Got to Do with It?), regia di Shekhar Kapur (2022)
- Bridget Jones - Un amore di ragazzo (Bridget Jones: Mad About the Boy), regia di Michael Morris (2025)

#### Televisione
- Cambridge Footlights Revue, regia di John Kilby – film TV (1982)
- There's Nothing to Worry About! – serie TV, episodi 1x01-1x02-1x03 (1982)
- The Crystal Cube, regia di John Kilby – film TV (1983)
- Alfresco – serie TV, 13 episodi (1983-1984)
- The Comic Strip Presents... – serie TV, episodio 2x07 (1984)
- The Young Ones – serie TV, episodio 2x01 (1984)
- Assaulted Nuts – serie TV, episodi sconosciuti (1985)
- Emma Thompson: Up for Grabs, regia di John Kaye Cooper – film TV (1985)
- Tutti Frutti – serie TV, 6 episodi (1987)
- Fortunes of War, regia di James Cellan Jones – miniserie TV (1987)
- Look Back in Anger, regia di Judi Dench – film TV (1989)
- Theatre Night – serie TV, episodi 4x03-4x04 (1989)
- Cin cin (Cheers) – serie TV, episodio 10x16 (1992)
- The Blue Boy, regia di Paul Murton – film TV (1994)
- Hospital!, regia di John Henderson – film TV (1997)
- Ellen – serie TV, episodio 5x08 (1997)
- La forza della mente (Wit), regia di Mike Nichols – film TV (2001)
- Angels in America – miniserie TV, 5 puntate (2003)
- The Song of Lunch, regia di Niall MacCormick – film TV (2010)
- Storie in scena (Playhouse Presents) – serie TV, episodio 1x08 (2012)
- Upstart Crow (A Christmas Crow) – serie TV, episodio 2x07 (2017)
- King Lear, regia di Richard Eyre – film TV (2018)
- Years and Years – miniserie TV, 6 puntate (2019)
- Agatha Christie - Perché non l'hanno chiesto a Evans? (Why Didn't They Ask Evans?) – miniserie TV, 1 puntata (2022)

### Doppiatrice
- Il pianeta del tesoro (Treasure Planet), regia di Ron Clements e John Musker (2002)
- Ribelle - The Brave (Brave), regia di Mark Andrews e Brenda Chapman (2012)
- Men, Women & Children, regia di Jason Reitman (2014)
- Mister Link (Missing Link), regia di Chris Butler (2019)
- Dolittle, regia di Stephen Gaghan (2020)

### Sceneggiatrice
- Ragione e sentimento (Sense and Sensibility), regia di Ang Lee (1995), dall'omonimo romanzo di Jane Austen
- La forza della mente (Wit), regia di Mike Nichols – film TV (2001)
- Nanny McPhee - Tata Matilda (Nanny McPhee), regia di Kirk Jones (2005)
- Tata Matilda e il grande botto (Nanny McPhee and the Big Bang), regia di Susanna White (2010)
- Effie Gray - Storia di uno scandalo (Effie Gray), regia di Richard Laxton (2014)
- Annie - La felicità è contagiosa (Annie), regia di Will Gluck (2014)
- Bridget Jones's Baby, regia di Sharon Maguire (2016)
- Last Christmas, regia di Paul Feig (2019)

## Teatro
- Not the Nine O'Clock News (1982)
- Beyond the Footlights (1982)
- Short Vehicle (1984)
- Me and My Girl (1984-1985)
- Ricorda con rabbia (Look Back in Anger, 1989)
- Re Lear (King Lear, 1990)
- Sogno di una notte di mezza estate (A Midsummer Night's Dream, 1990)
- Sweeney Todd: The Demon Barber of Fleet Street (Sweeney Todd: the Demon Barber of Fleet Street, 2014)

## Riconoscimenti
- Premio Oscar
  - 1993 – Migliore attrice per Casa Howard
  - 1994 – Candidatura alla migliore attrice per Quel che resta del giorno
  - 1994 – Candidatura alla migliore attrice non protagonista per Nel nome del padre
  - 1996 – Migliore sceneggiatura non originale per Ragione e sentimento
  - 1996 – Candidatura alla migliore attrice per Ragione e sentimento
- Golden Globe
  - 1993 – Migliore attrice in un film drammatico per Casa Howard
  - 1994 – Candidatura alla migliore attrice non protagonista per Nel nome del padre
  - 1994 – Candidatura alla migliore attrice in un film drammatico per Quel che resta del giorno
  - 1996 – Migliore sceneggiatura per Ragione e sentimento
  - 1996 – Candidatura alla migliore attrice in un film drammatico per Ragione e sentimento
  - 2008 – Candidatura alla migliore attrice in un film commedia o musicale per Oggi è già domani
  - 2014 – Candidatura alla migliore attrice in un film drammatico per Saving Mr. Banks
  - 2020 – Candidatura alla migliore attrice in un film commedia o musicale per E poi c'è Katherine
  - 2023 – Candidatura per la migliore attrice in un film commedia o musicale per Il piacere è tutto mio
- BAFTA
  - 1993 – Migliore attrice per Casa Howard
  - 1994 – Candidatura alla migliore attrice per Quel che resta del giorno
  - 1996 – Migliore attrice per Ragione e sentimento
  - 1996 – Candidatura alla migliore sceneggiatura non originale per Ragione e sentimento
  - 2003 – Candidatura alla migliore attrice non protagonista per Love Actually - L'amore davvero
  - 2014 – Candidatura alla migliore attrice per Saving Mr. Banks
  - 2023 – Candidatura alla migliore attrice per Il piacere è tutto mio
- Screen Actors Guild Awards
  - 1996 – Candidatura al miglior cast per Ragione e sentimento
  - 1996 – Candidatura alla migliore attrice per Ragione e sentimento
  - 2009 – Candidatura al miglior cast per An Education
  - 2014 – Candidatura alla migliore attrice per Saving Mr. Banks

## Doppiatrici italiane
Nelle versioni in italiano delle opere in cui ha recitato, Emma Thompson è stata doppiata da:
- Emanuela Rossi in Quel che resta del giorno, Junior, Ragione e sentimento, L'ospite d'inverno, I colori della vittoria, Judas Kiss, Maybe Baby, Immagini - Imagining Argentina, Angels in America, Harry Potter e il prigioniero di Azkaban, Vero come la finzione, Harry Potter e l'Ordine della Fenice, An Education, Harry Potter e i Doni della Morte - Parte 2, Men in Black 3, Colpo d'amore, Saving Mr. Banks, Effie Gray - Storia di uno scandalo, A spasso nel bosco, Lettere da Berlino, Bridget Jones's Baby, La bella e la bestia[3], The Meyerowitz Stories, The Children Act - Il verdetto, Johnny English colpisce ancora, Men in Black: International, E poi c'è Katherine, Last Christmas, La leggendaria Dolly Wilde, Years and Years, Crudelia, Il piacere è tutto mio, What’s Love?, Agatha Christie - Perché non l'hanno chiesto a Evans?, Bridget Jones - Un amore di ragazzo
- Roberta Greganti in Nanny McPhee - Tata Matilda, Io sono leggenda, Ritorno a Brideshead, I Love Radio Rock, Tata Matilda e il grande botto, Beautiful Creatures - La sedicesima luna, King Lear
- Ludovica Modugno in Casa Howard, Nel nome del padre, La forza della mente
- Barbara Castracane in Love Actually - L'amore davvero, Matilda The Musical di Roald Dahl[4]
- Gaia Bastreghi in Enrico V
- Lorenza Biella in L'altro delitto
- Paila Pavese in Gli amici di Peter
- Claudia Balboni in Molto rumore per nulla
- Roberta Paladini in Carrington
- Roberta Pellini in Oggi è già domani
- Melina Martello in Il sapore del successo
- Stefania Romagnoli in La bottega degli errori

Da doppiatrice è sostituita da:
- Cristiana Lionello in Il pianeta del tesoro, Men, Women & Children
- Emanuela Rossi in Ribelle - The Brave, Dolittle
- Emanuela Baroni in Mister Link